# Międzypartyjne Koło Polityczne
Międzypartyjne Koło Polityczne lub Koło Międzypartyjne – reprezentacja polityczna pasywistów Królestwa Polskiego działająca w latach 1915-1918.
Powstało w październiku 1915 r. jako ugrupowanie złożone ze zwolenników stronnictw ewakuowanego do Rosji Komitetu Narodowego Polskiego. W skład MKP wchodziły wówczas: Stronnictwo Demokratyczno-Narodowe (SD-N), Stronnictwo Polityki Realnej (SPR), Polska Partia Postępowa (PPP), Polskie Zjednoczenie Postępowe (PZP), Stronnictwo Pracy Narodowej (SPN) i Stronnictwo Narodowe (SN). W sierpniu 1916 SPN, a w połowie listopada także PZP i SN wystąpiły z MKP i przeszły na stronę aktywistów. Jednocześnie w jego skład weszły: Zjednoczenie Narodowe (ZN), Związek Niezależności Gospodarczej (ZNG) i Stronnictwo Chrześcijańsko-Demokratyczne (SCh-D) W tym składzie Koło przetrwało niemal do końca wojny.
Organem kierowniczym MKP był Sekretariat, w skład którego wchodzili m.in. z SD-N: Władysław Jabłonowski, Marian Kiniorski, Karol Kozłowski i Zbigniew Paderewski, z SPR: Leonard Tallen-Wilczewski, Zygmunt Leszczyński, Fortunat Zdziechowski i Henryk Potocki, z PPP: Aleksander de Rosset, Langner i Wincenty Biskupski, z Sch-D: Stanisław Nowodworski, Szczepan Jeleński i Ludomir Czerniewski, z ZNG: Andrzej Wierzbicki, Emil Świda, z ZN: Witold Staniszkis i Tadeusz Sułowski, od bezpartyjnych: Zygmunt Chrzanowski i Bolesław Koskowski. Wszelkie enuncjacje KNP były uzgadniane przez Sekretariat, któremu przewodniczył Zygmunt Chrzanowski, ostateczną zaś redakcję przeprowadzał Komitet Redakcyjny w składzie: Jabłonowski, Chrzanowski, Koskowski i Rosset. Na prowincji Królestwa Polskiego MKP działało przez swoje filie – Kluby Polskie. Najważniejszym z nich był Klub Polski zorganizowany przez Jana Steckiego i Stanisława Śliwińskiego w listopadzie 1915 w Lublinie.
Międzypartyjne Koło Polityczne uprawiało początkowo politykę pasywistyczną, dystansując się od inicjatyw i przedsięwzięć popierających rozwiązanie sprawy polskiej w oparciu o państwa centralne. MKP utrzymywało kontakty z Komitetem Międzypartyjnym w Wielkopolsce i Związkiem Międzypartyjnym w Galicji, a przede wszystkim z instytucjami wytworzonymi przez emigrantów z Królestwa Polskiego w Rosji (Komitetem Narodowym Polskim w Piotrogrodzie i Radą Polską Zjednoczenia Międzypartyjnego). MKP po drugiej rewolucji rosyjskiej podjęło współpracę z Radą Regencyjną popierając jej kolejne rządy, a także wzięło udział w wyborach do Rady Stanu. W 1918 zacieśniało zarazem współpracę z prokoalicyjnym paryskim Komitetem Narodowym Polskim.
Organami prasowymi Koła były: „Wiadomości Polityczne” i „Kurier Warszawski”. Korzystano także z prasy stronnictw członkowskich.